# The Mechanical Cow
The Mechanical Cow é um curta-metragem de animação produzido nos Estados Unidos, dirigido por Walt Disney e lançado em 1927.